# Hermanis Matsons
Hermanis Matsons (ur. 1896 w guberni inflanckiej, zm. 16 czerwca 1938 w Kommunarce) – łotewski komunista, funkcjonariusz radzieckich służb specjalnych.

## Życiorys
W 1914 wstąpił do SDPRR(b), w latach 1915-1918 służył w Armii Imperium Rosyjskiego, od lutego 1918 szef Wydziału Rejestracyjnego Rejonu Wielkołucko-Połockiego, w czerwcu-lipcu 1918 przewodniczący powiatowej Czeki w Wielkich Łukach. Od lipca 1918 do stycznia 1922 przewodniczący pskowskiej gubernialnej Czeki, w latach 1922-1926 szef gubernialnego oddziału GPU w Tule, w latach 1926-1931 pełnomocny przedstawiciel OGPU na Uralu, od 20 marca do 25 lipca 1931 pełnomocny przedstawiciel OGPU w Środkowej Azji. Od 25 lipca 1931 do 10 kwietnia 1932 pełnomocny przedstawiciel OGPU Białoruskiej SRR i szef Wydziału Specjalnego OGPU Białoruskiego Okręgu Wojskowego, od 10 kwietnia 1932 do 2 marca 1933 pełnomocny przedstawiciel OGPU Tatarskiej ASRR, od 11 listopada 1934 do 7 lutego 1935 szef Wydziału Miejsc Uwięzienia Głównego Zarządu Poprawczych Obozów Pracy i Osiedli Pracowniczych NKWD ZSRR, następnie zarządca trustu górniczego.
19 lipca 1937 aresztowany, 16 czerwca 1938 skazany na śmierć i rozstrzelany.